# ماريا بيلين بيريز موريس
ماريا بيلين بيريز موريس (بالإسبانية: María Belén Pérez Maurice)‏ هي مبارزة بالسيف وعارضة أرجنتينية، ولدت في 12 يوليو 1985 في مدينة سان نيكولاس دي لوس آرويوس في الأرجنتين.

## وصلات خارجية
- ماريا بيلين بيريز موريس على موقع الاتحاد الدولي للمبارزة (الإنجليزية)
- ماريا بيلين بيريز موريس على موقع الاتحاد الأوروبي للمبارزة (الإنجليزية)
- ماريا بيلين بيريز موريس على موقع اللجنة الأولمبية الدولية (الإنجليزية)
- ماريا بيلين بيريز موريس على موقع أوليمبيديا (الإنجليزية)
- ماريا بيلين بيريز موريس على موقع اللجنة الأولمبية الأرجنتينية (الإسبانية)
- ماريا بيلين بيريز موريس على موقع اللجنة الأولمبية الأرجنتينية (الإسبانية)
- ماريا بيلين بيريز موريس على موقع اللجنة الأولمبية الأرجنتينية (الإسبانية)